# محمية برع
محمية جبل برع هي منطقة أعلنتها الحكومة اليمنية محمية طبيعية تقع في شمال شرق محافظة الحديدة وتطل على سهل تهامة وفيها غابات مدارية كثيفة وتحتوي على حيوانات ونباتات نادرة.

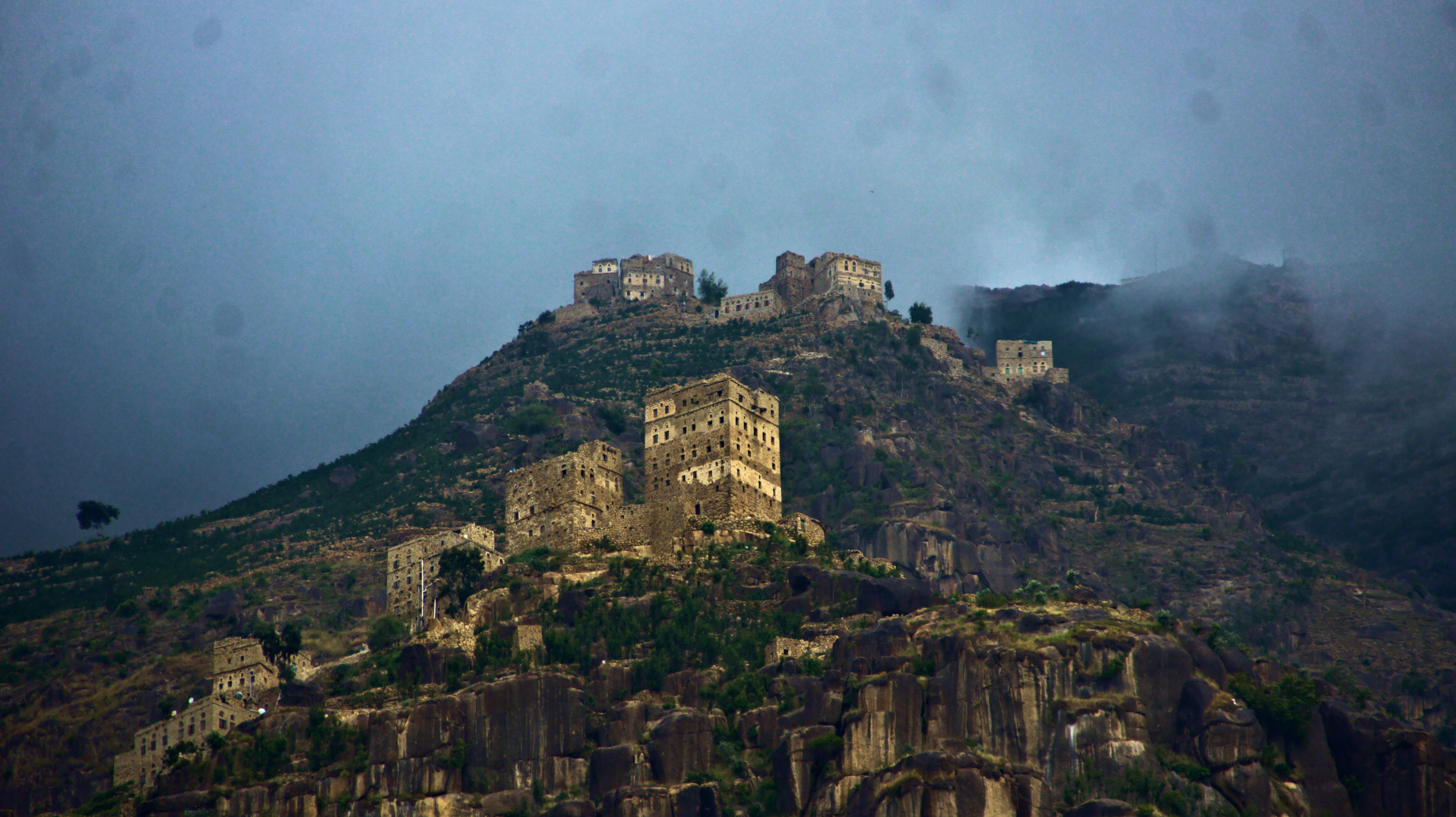
محمية برع

## مقدمة
تعتبر محمية جبل برع إحدى مواقع المحميات الطبيعية في اليمن التي اقترحت ضمن الاستراتيجية الوطنية للتنوع الحيوي في اليمن إذ تمثل ما تبقى من الغابات ذات الكثافة المتشابهة في شبه الجزيرة العربية وخاصة التنوع الحيواني، بالإضافة إلى التنوع النباتي.
المحمية حظيت بدعم من البنك الدولي إسهامًا منه في حماية التنوع الحيوي النباتي والحيواني بهدف التنمية والاستمرارية للموارد الطبيعية، وضمان تعايش الإنسان مع مكونات هذه المحمية في إطار دعم مستمر لعدد ثلاثة مواقع أخرى.
المبررات المساعدة لاختيار محمية جبل برع
تشكل المحمية بيئة نموذجية للغابات الاستوائية حيث تحتضن على ما يزيد عن 22 نوعًا و12 جنسًا و11 عائلة من النباتات ويمثل نبات المض (Anisitus risoolaus) إحدى الأشجار النادرة في منطقة المحمية، كما تحتوي المحمية بالموائل الطبيعية للإحياء البرية الحيوانية والنباتية التي لها من الفوائد الطبيعية والاقتصادية والاجتماعية والطبية والعطرية والرعوية مما يتطلب ضرورة التعرف عليها ودراستها واستغلالها الاستغلال الأمثل.
تمثل مجموعة أنظمة بيئية داخل نظام بيئي متكامل.

## موقع المحمية
تقع محمية جبل برع شرق محافظة الحديدة على بعد 50كم ويحدها من الشمال عزلة بني باقي والفائش والمنوب وعزلة بني سليمان ومن الجنوب الوادي الأسود وقرية حز الشمة ومن الشرق قرية الجيلان ومن الغرب المراوعة، يتكون جبل برع من عدة قرى منها محل الحرابو الكبة ومحل الشط والرافعي.
تقدر مساحة المحمية بـ 4100 هكتار.
- الاسم العربي: الريم (غزال الرمال):الاسم الإنجليزي –Goitred gazelle الاسم العلمي – Gazella subgutturosa
- الاسم العربي: الآدمي (غزال الجبال) الاسم الإنجليزي –Mountain gazelle الاسم العلمي – Gazella Gazella
- الاسم العربي: العفري (غزال دور كاس):الاسم الإنجليزي –Dora’s gazelle الاسم العلمي- dorcas Gazella
- الاسم العربي: غزال المرتفعات اليمني:الاسم الإنجليزي –Dorcas gazelle الاسم العلمي- dorcas Gazella
- الاسم العربي: ابن أوي- الذئب: الاسم الإنجليزي –Asiatic Jackal الاسم العلميCanis aureus
- الاسم العربي: عناق الأرض الوشق :الاسم الإنجليزي –Caracal Lynx الاسم العلميVelis caracal
- الاسم العربي: ذبابة قزم
- الاسم العربي: قرد البابون
- الاسم العربي: شبهم – نيص- دلدل
- الاسم العربي: يربوع
- الاسم العربي: ذئب عربي

- الاسم العربي: آكل العسل
- الاسم العربي: قط الزياد

## وصلات خارجية
- http://alshatbi.net/index.php/component/content/article/47-mount-excelled-protected/66-mount-excelled-protected نسخة محفوظة 24 أغسطس 2013 على موقع واي باك مشين.